# Корпоративное коллекторство
Корпорати́вное колле́кторство – разновидность коллекторской деятельности, представляет собой совокупность применяемых в отношении юридических лиц методов внесудебного взыскания долгов. Содержанием методов корпоративного коллекторства является точечное либо массовое информационное воздействие в отношении референтной группы должника с целью побудить его к добровольной уплате долга («законный» шантаж). Считается, что указанные методы эффективны в 10—15 % случаев взыскания безнадёжных долгов.

## История
Пионерами в применении методов информационного воздействия на корпоративных должников являются крупные международные страховщики экспортных кредитов Euler Hermes (Германия), КОФАСЕ (Франция) и др. Они применяют практику уведомления проблемных должников о том, что сведения о тех могут быть распространены через специальный реестр недобросовестных участников внешнеэкономической деятельности. В России использование методов «законного» шантажа ведёт отсчёт с 2007 года, когда коллекторы из юридической фирмы «Интеллект-С» (город Екатеринбург) провели пресс-конференцию «Недобросовестность в бизнесе», на которой были публично обличены компании-неплательщики. 
Автором непосредственно термина «корпоративное коллекторство» считается руководитель «Центра развития коллекторства» (одна из организаций, специализирующихся на взыскании просроченной корпоративной задолженности) Дмитрий Жданухин. В момент создания термина он работал в коллекторском агентстве «Центр ЮСБ». В 2010 году «Центр ЮСБ» предпринял попытку зарегистрировать товарный знак «корпоративное коллекторство», однако получил отказ.  
В 2011—2012 годах в России состоялся ряд громких судебных процессов, связанных с корпоративным коллекторством. Первые процессы прошли для коллекторов неудачно. Первоначально «Центр развития коллекторства» безуспешно оспаривал штраф, наложенный на него Федеральной антимонопольной службой за нарушение, выразившееся в распространении недостоверной контекстной рекламы относительно задолженности «Ренова-СтройГруп». Затем коллекторов постигла неудача с иском к Роспотребнадзору о защите деловой репутации; поводом для иска стала оценка применяемых коллекторами приёмов как незаконных, прозвучавшая со стороны главного государственного санитарного врача РФ Геннадия Онищенко. Вместе с тем в 2012 году судебная практика развернулась в пользу коллекторов: в удовлетворении исков «Дон-строя» и «СУ-155» о защите деловой репутации было отказано.   
В 2010 году компании, занимающиеся корпоративным коллекторством, появились в Челябинске и Казахстане, в 2011 году в Калининграде, в 2014 году в Татарстане. В 2011 году несколько специализированных российских агентств объединились в Ассоциацию корпоративного коллекторства.

## Описание

### Место в системе коллекторства
По своим методам коллекторская деятельность различается на два вида – кредитное коллекторство и корпоративное. Различие методов обусловлено различием в типах задолженности. 
Главной особенностью кредитного коллекторства является работа с однотипной и, как правило, бесспорной задолженностью преимущественно физических лиц. Таким образом, кредитное коллекторство представляет собой формализованное конвейерное взыскание большого количества долгов.
В то же время корпоративное коллекторство имеет дело с безнадёжными долгами юридических лиц, взыскание которых традиционными методами невозможно. Речь идёт о тех случаях безнадёжного долга, когда бенефициарный владелец организации-должника:    
- располагает активами, достаточными для расчёта с кредитором;
- не имеет мотивации к погашению задолженности, поскольку уверен в том, что его имущество защищено от взыскания в силу следующих обстоятельств —
  - сокрытие активов;
  - наличие у бенефициарного владельца административного либо силового ресурса.

Подобного рода долги требуют от корпоративного коллекторства индивидуального комплексного подхода к каждому взысканию (при этом размер требований кредитора должен быть достаточно крупным, чтобы индивидуальный подход оказался рентабелен).

### Место в системе взыскания корпоративного долга
На практике применяются следующие подходы ко взысканию дебиторской задолженности с юридических лиц, которые можно разделить на законные и незаконные:
- Законные подходы:
  - Экономическое давление — в частности, прекращение поставки критически необходимого должнику товара. Данный способ считается наиболее эффективным, однако кредитор далеко не всегда располагает экономическими рычагами.
  - Судебное взыскание — долгий и дорогой (судебные расходы) способ. Помимо этого, его успех зависит от эффективности правовой системы в целом. Так, для любых категорий безнадёжных долгов взыскание судебными методами невозможно[19].
  - Альтернативное урегулирование споров (переговоры, медиация) — наиболее дешёвый и быстрый способ, который позволяет сохранить лояльность клиента (корпоративными должниками часто являются покупатели и заказчики). Однако переговоры являются неэффективными в случае отсутствия рычагов воздействия на должника.
- Незаконные подходы:
  - Силовое давление —  воздействие на должника или даже лично на его лиц, принимающих решения, через контролирующие государственные органы либо криминальные структуры. Малоэффективно, поскольку содержит риски встречного силового противодействия или привлечения к уголовной ответственности.

### Определение
Корпоративное коллекторство («законный» шантаж) охватывает собой законные методы, которые призваны побудить должника к переговорам (медиации) под угрозой распространения информации о наличии долга и начале процедуры взыскания. Данные методы эффективны в том случае, если у бенефициарных владельцев должника имеются ключевые контрагенты или партнёры, негативная реакция которых на наличие долга способна повлечь нежелательные экономические последствия.

## Процедура взыскания
Требования индивидуальности и комплексности корпоративного коллекторства приводят к тому, что программа взыскания должна насчитывать несколько этапов. На сегодня выделяется четыре этапа, первые три из которых являются подготовительными:  
1. исследование систем, в которые включён должник;
2. моделирование поведения должника;
3. составление программы взыскания;
4. реализация программы взыскания.

Ниже содержится подробная информация о каждом из этапов.

### Исследование систем, в которые включен должник
На данном этапе выявляются референтные группы бенефициарных владельцев должника, а также отношения, ради сохранения которых бенефициарные владельцы могут быть готовы к возврату долга. Примерами референтных групп могут являться:
- контрагенты (поставщики, покупатели, кредиторы, потенциальные инвесторы и т.д.) — некоторые контрагенты в силу собственных внутренних правил обязаны изменить формат сотрудничества в случае получения информации о недобросовестности делового партнёра (например, полностью перейти на расчёты по предоплате)[23];
- объединения предпринимателей (торговые палаты, саморегулируемые организации и пр.) — внутренние документы подобных организаций часто предусматривают исключение недобросовестных участников из своих рядов. При этом для должника часто опасно не столько само исключение, сколько сопровождающая его огласка[22][23];
- специализированные административные органы — речь идёт о таких органах, от которых может зависеть бизнес бенефициарных владельцев. Например, подразделение министерства, которое занимается выделением квот, или давний муниципальный заказчик[23];
- иные референтные группы (родственники, друзья, партнёры по другим бизнесам, должники должника)[22][24].

### Моделирование поведения должника
Цель моделирования заключается в том, чтобы понять, каков должен быть механизм уплаты долга, а также позаботиться о безопасности взыскания. Ключевые вопросы, требующие ответов на  данном этапе: а) в состоянии ли должник погасить долг? б) почему не делает этого? в) какие угрозы могут мотивировать должника к необходимым действиям? г) как должник может сопротивляться? На этапе моделирования могут выстраиваться сложные схемы возврата долга: например, поиск покупателей на активы должника или на права требования к нему.

### Составление программы взыскания
Программа должна охватывать три блока вопросов: а) последовательную систему угроз, которые должны мотивировать должника к уплате долга; б) предлагаемые схемы решения долговой проблемы; в) консультации для должника. Система угроз должна охватывать как информационные меры воздействия, так и юридические (обращение к сложным и редким в применении нормам права).

### Осуществление взыскания
В ходе осуществления программы взыскания важно соблюдать следующие принципы:    
- правильный выбор субъекта для общения с должником — например, кредитору целесообразно дистанцироваться от взыскания в случае возможности административного противодействия, тогда полномочия передаются третьему лицу (цессионарию, коллекторскому агентству);
- правильная форма подачи информации должнику — угрозы воспринимаются лучше, если они не описываются на словах, а представлены в виде проектов документов (договор, пресс-релиз, жалоба);
- правильная последовательность угроз — обычно вначале применяются наиболее сильные, и в то же время наименее затратные для кредитора угрозы.

## Методы взыскания
Специфическими методами взыскания долгов, применяемыми в корпоративном коллекторстве, являются точечное и массовое (публичное) информационное воздействие. Если точечное воздействие представляет собой отправку писем референтным группам должника (поставщикам и т.д.), то публичное воздействие является более разнообразным; в нём можно выделить несколько направлений, представленных ниже.

### Работа со СМИ
Работа со средствами массовой информации предусматривает подготовку пресс-релизов, аналитических статей, проведение журналистских расследований. Так, появляющиеся по мере совершения тех или иных действий взыскателя пресс-релизы (что актуально в случае информационного сопровождения исполнительного производства) могут демонстрировать должнику неизбежность наступления неблагоприятных последствий.  
Особая роль может быть возложена на PR-реанимацию сложных и бездействующих правовых норм (в частности, речь о статьях 171 «Незаконное предпринимательство» и 177 «Злостное уклонение от погашения кредиторской задолженности» Уголовного кодекса РФ). В этом случае публикуемые СМИ заключения учёных по отдельным делам и комментарии специалистов, с одной стороны,  могут заблокировать для правоохранительных органов возможность отказа в возбуждении уголовного дела, поскольку отказ породит сомнения в компетентности правоприменителей. С другой стороны, комментарии экспертов могут помочь правоохранительным органам в доказывании состава преступления.

### Публичные мероприятия
В части проведения публичных мероприятий возможно наибольшее разнообразие приёмов:
- Проведение пресс-конференций — предоставляет взыскателю целый ряд преимуществ. В частности: а) до даты пресс-конференции у должника есть мотивация оплатить долг и избежать негативной огласки; б) мероприятие может принести новую информацию или союзников (в лице других кредиторов и т.д.); в) пресс-конференция может привлечь нежелательный для них интерес к референтным группам должника; г) привлечение к проблеме общественного внимания может мотивировать правоохранительные органы[34];
- Распространение информации о продаже задолженности — её целью является не совершение уступки требования, а только огласка наличия долга и недобросовестности должника (предложение купить долг выглядит солиднее, чем просто жалоба). Адресатами могут выступить конкуренты, контрагенты должника (с целью более дешёвого зачёта встречных требований) и т. д.[35] В 2010 году лизинговая компания «Столица» смогла добиться уплаты долга со стороны компании «Бородино», разместив информацию о продаже долга на рекламных щитах[2];
- Создание сайтов-визиток по конкретным взысканиям — на них аккумулируется вся необходимая информация, связанная со взысканием. Важен вопрос продвижения подобного сайта в поисковых системах; например, с помощью контекстной рекламы[4]. Такие сайты актуальны, если должник активно использует для своей рекламы Интернет[36][37];
- Объявление о вознаграждении за информацию о должнике[38];
- Кампания по сбору благотворительной помощи для должника (проводилась вновь в отношении владельца компании «Бородино» в том же 2010 году)[2].

### Групповое информационное воздействие
Предполагает такие меры, как работа с объединениями предпринимателей, куда входит должник. Это может быть просьба об исключении должника из отраслевой ассоциации в связи с нарушением её устава или об оказании ему финансовой помощи.

## Оценка

### Преимущества
Главным преимуществом методов информационного сопровождения взыскания долга является то, что у должника ограничены возможности противодействия. Применение ответных информационных методов приводит только к ещё большему распространению нежелательных для должника сведений. Попытки должника сопротивляться методами противоправного и силового воздействия становятся новостными поводами, а значит, только усугубляют негативную информационную картину.
Вторым преимуществом называется дешевизна информационных методов на фоне стоимости услуг юристов и медиаторов. Однако данное преимущество может быть реализовано только при самостоятельном применении кредитором информационных методов, потому что вознаграждение коллекторских агентств является довольно высоким (25—50 %).

### Недостатки
Со слов коллекторов, методы корпоративного коллекторства эффективны для взыскания 10—15 % безнадёжных долгов. Имеются условия, при которых использование корпоративного коллекторства не принесёт результата. Это происходит в случаях, когда:  
- необходимо изъятие большей части или даже всех активов должника;
- должник считает взыскание несправедливым.

Отдельного упоминания требует вопрос о необходимости соблюдения коллекторами правовых рамок. Часто деятельность коллекторов может балансировать на грани нарушения статей 128.1 (клевета) и 163 (вымогательство) Уголовного кодекса РФ, а также статьи 152 Гражданского кодекса РФ (распространение сведений, порочащих деловую репутацию). Могут быть нарушены рамки законодательства о защите персональных данных. Во избежание нарушений указанных норм коллектор должен следить за достоверностью распространяемой информации, а также уметь отличать законные интересы должника от незаконных.

### Рекомендуемая литература
- Жданухин Д. Ю. Кризис и долги: корпоративное коллекторство как новая технология на рынке юридических услуг // Закон : журнал. — М., 2008. — № 4.
- Жданухин Д. Ю. и др. Проблемная задолженность в коммерческом банке: профилактика возникновения и эффективные методы взыскания. — 1-е изд.. — М.: ИД «Регламент», 2009. Архивировано 8 декабря 2015 года.